# Tempesta di neve e profumo di mandorle
Tempesta di neve e profumo di mandorle (titolo originale Mord och mandeldoft) è una raccolta di cinque racconti della scrittrice svedese Camilla Läckberg pubblicato in Svezia nel 2013.
I racconti sono tutti ambientati nella cittadina di Fjällbacka e presentano gli stessi personaggi della serie di romanzi che hanno per protagonisti la scrittrice Erica Falck e il poliziotto Patrik Hedström, ma sono incentrati sul poliziotto Martin Molin., al quale è dedicato anche un altro volume non ancora edito in italiano.

## Edizioni
- Camilla Lackberg, Tempesta di neve e profumo di mandorle, traduzione di Alessandra Albertari, Katia De Marco e Alessandra Scali, Marsilio, 2015. ISBN 978-88-317-2245-2.
- Camilla Lackberg, Tempesta di neve e profumo di mandorle, traduzione di Alessandra Albertari, Katia De Marco e Alessandra Scali, Marsilio, 2016. ISBN 978-88-317-2574-3.
- Camilla Lackberg, Tempesta di neve e profumo di mandorle, traduzione di Alessandra Albertari, Katia De Marco e Alessandra Scali, Universale Economica Feltrinelli, 2018. ISBN 978-88-317-4318-1.